# Coniophora acutissima
Coniophora acutissima är en tvåvingeart som beskrevs av Boris Mamaev 1998. Coniophora acutissima ingår i släktet Coniophora och familjen gallmyggor. Inga underarter finns listade i Catalogue of Life.